# Hrvatski blok (1921.)
Hrvatski blok je skup hrvatskih političkih stranaka (HRSS, HZ i HSP) koje su se od 1921. godine zajedničkim snagama borile protiv državnog centralizma u Kraljevini SHS. Na čelu je bio Stjepan Radić. svoj program objavio je u dokumentu Poruke hrvatskom narodu.
Hrvatski blok Ustavotvornoj skupštini poriče pravo na donošenje ustava koji bi vrijedio za Hrvatsku.
Početkom 1922. objavili su memorandum koja je bila namijenjena delegatima Genovske konferencije (konferencija savezničkih sila koja se bavila obnovom svijeta poslije rata). Memorandumom je prikazan položaj Hrvatske u novoj državi, ukazano na jednostrano proglašenje Vidovdanskog ustava, divljaštvo koje se odvija, te traži da se prizna Hrvatska država u zajedničkim granicama međunarodne zajednice Srba, Hrvata i Slovenaca.
Ovaj skup stranaka postigao je neke uspjehe. Dao je gradonačelnika u Karlovcu Stjepana Zagorca u razdoblju 1923. – 1924. godine.
Blok je prekinut izlaskom HSS-a 1925., ali je ponovno obnovljen 1927.  Novi Hrvatski blok čini HFSS i HSP. 